# Gonodonta camora
Gonodonta camora är en fjärilsart som beskrevs av Felder 1874. Gonodonta camora ingår i släktet Gonodonta och familjen nattflyn. Inga underarter finns listade i Catalogue of Life.